# Nissan NV350
Der Nissan NV350 ist ein Kleintransporter, der als Kastenwagen und Kleinbus produziert wird. Als luxuriöser ausgestattete Variante des Kleinbus trägt er den Namen NV350 Caravan, wohl auch als Anspielung auf den Namen seines erfolgreichen Vorgängers Nissan Caravan. Das Leergewicht wird mit 1680–2100 kg angegeben.
Beginnend mit dem (damals) weltweit angebotenen Nissan NV200 wurde ein neues Bezeichnungssystem für Nutzfahrzeuge eingeführt. „NV“ steht seitdem für Nissan Van, „NP“ für Nissan Pick-up und „NT“ für Nissan Truck. Das neue Modell NV350 wird in Asien angeboten, in Europa gibt es im gleichen Segment den Nissan NV400, in Nordamerika den Nissan NV. Der NV350 wird in je zwei verschiedenen Längen und Dachhöhen angeboten sowie auch in zwei verschiedenen Breiten. Die geringere Breite von 1,7 Metern und die kurze Länge von 4,7 Metern entsprechen den in Japan maximal möglichen Maßen für die Klasse der kompakten Fahrzeuge. Wie der Vorgänger Nissan Caravan vertreibt Isuzu auch den NV350 mittels Badge-Engineering als Isuzu Como.
Der NV350 ist eines der weitverbreitetsten Fahrzeugmodelle für Colectivos (Sammeltaxis bzw. Rufbussen) in Mexiko (Stand 2022).

## Technik NV350 (vorerst nur Caravan)

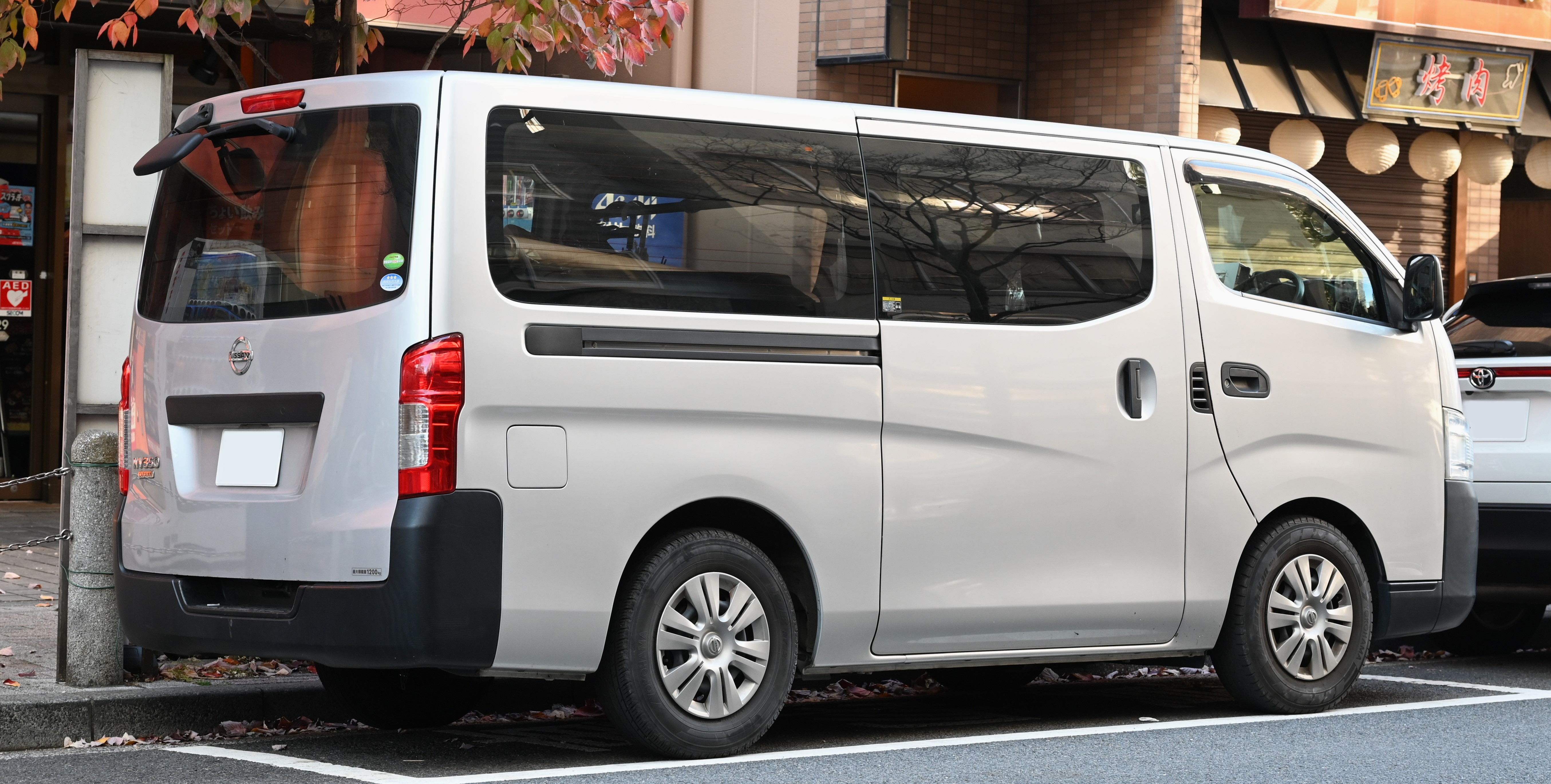
Heckansicht

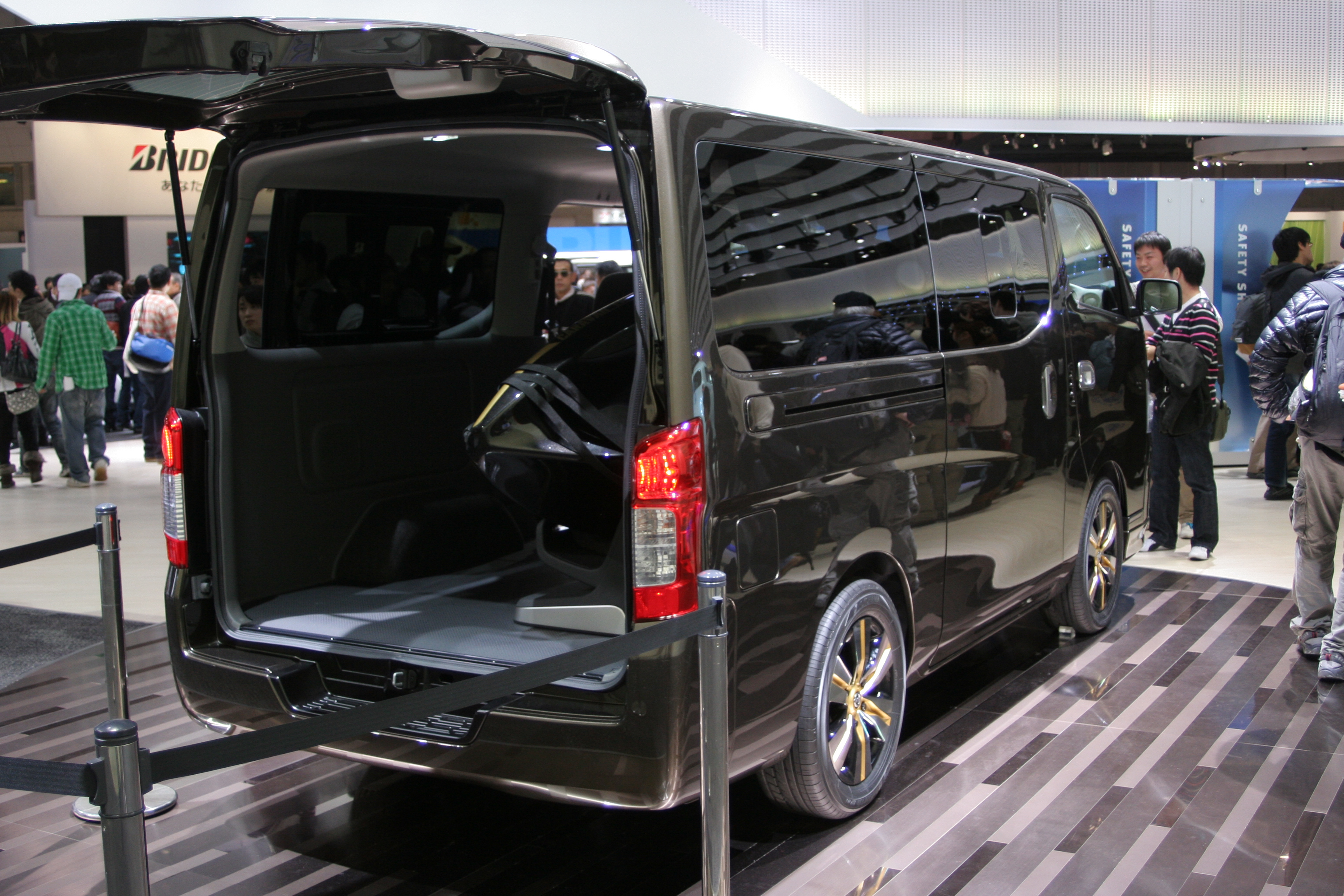
Blick in den Laderaum

Am 8. November 2011 wurde das Modell erstmals auf der 42. Tokyo Motor Show der Öffentlichkeit vorgestellt und am 15. Juni 2012 startete der Verkauf des Van-Modells NV350 Caravan in Japan.
Im Gegensatz zum Vorgängermodell gibt es nun eine sogenannte Super-Version mit extra langer Karosserie, die besonders dem Hino Dutro und anderen Konkurrenz machen soll. Der Verkauf dieser großen Kastenwagen- und Kleinbus-Versionen mit zusätzlichen bislang noch nicht bekannten Dachhöhen startet zeitgleich mit den kommerziellen Versionen des NV350 auf dem Heimatmarkt am 13. Juli 2012.
Das Design verantwortet Tohru Kuraoka, der auch bereits verantwortlicher Designchef beim Nissan NV200 war.
Je nach Fahrzeugbreite sind die langen Versionen des NV350 unterschiedlich lang: 5080 mm für den schmalen, 5230 mm für den breiten NV350. Die Vorderachse verfügt über Einzelradaufhängung mit doppelten Dreiecksquerlenkern, Drehstabfederung und innenbelüfteten Scheibenbremsen, die starre Hinterachse über Blattfederung und Trommelbremsen. Der Motor ist zwischen den Vorderrädern unter dem mittleren Vordersitz eingebaut und treibt über Getriebe und Kardanwelle die Hinterachse an. Der Lieferwagen bietet drei Sitzplätze in der vordersten Sitzreihe bzw. sechs in zwei Sitzreihen und dahinter jeweils einen großen Laderaum, der Minibus 15 Sitzplätze inklusive Fahrer.
Als Motorisierung wird u. a. ein 2,5 Liter 4-Zylinder DOHC Benzinmotor Nissan QR25DE mit 16 Ventilen und Saugrohreinspritzung angeboten, der 108 kW bei 5.600 min−1 sowie 213 Nm bei 4.400 min−1 leistet. Alternativ sind ein mechanisches Schalt- oder ein Automatikgetriebe mit jeweils fünf Gängen im Angebot. Der als Alternative lieferbare 2,5 Liter 4-Zylinder DOHC Dieselmotor Nissan YD25DDTi mit 16 Ventilen, Common-Rail-Einspritzung, Turboaufladung und Ladeluftkühlung leistet 95 kW bei 3.200 min−1 sowie 356 Nm bei 1.400 – 2.000 min−1. Für den Dieselmotor gibt es nur ein mechanisches 5-Gang-Schaltgetriebe.
Darüber hinaus werden alle Dieselmotoren mit Abgasrückführung und einem speziellen Katalysator ausgerüstet, um einen geringen Kraftstoffverbrauch bei niedriger Schadstoffabgabe zu haben. Zu einem niedrigen Kraftstoffverbrauch trägt auch eine regenerative Überwachung der Lichtmaschine bei, die nur bei Bedarf in Betrieb ist. Gleichzeitig wurde die Reibung im Motor verringert.
Bereits in der mittleren Ausstattung gibt es ein intelligentes Schlüsselsystem mit Start-Anlasser, das sich beispielsweise die eingestellten Sitzpositionen oder Klimaeinstellungen merkt. Hierbei ist der NV350 das erste vergleichbare Nutzfahrzeug auf dem Markt, das solche Möglichkeiten bietet.
Für einen durchgängigen Fahrerraum ist die Handbremse als Fußbremse angeordnet. In allen Modellen ist auch ein Fahrzeug-Informations-Display enthalten, das Informationen wie Durchschnittsverbrauch und zurückgelegte Strecke neben anderen Funktionen bereithält. Als Getriebe kommt wahlweise ein 5-Gang-Schaltgetriebe oder Automatikgetriebe zum Einsatz.